# 不破の滝
不破の滝（ふわのたき）は、岐阜県不破郡垂井町の落差15mの滝（分岐瀑）である。揖斐関ヶ原養老国定公園に属する。

## 概要
岐阜県南西部では「養老の滝」が有名だが、垂井町にある「不破の滝」は「養老の滝」よりも幅と水量で勝っているため「不破の滝」を“男滝”と呼び、落差や形で勝る「養老の滝」を“女滝”と呼ぶことがある。

## 地理

### 河川
滝は大滝川の上流部にある。この川は相川に合流し、海津市で揖斐川と合流し伊勢湾に流れる。

### アクセス
最寄りの駅は東海道本線の垂井駅だが、駅から6kmほど離れているため徒歩より自動車か巡回バスを利用した方がよい。
自動車
青羅公園の駐車場を利用して東谷林道を600mほど歩く。林道の途中には小滝が幾つかある。これとは別に林間歩道（展望台経由）を通るルートもある。
巡回バス
垂井駅より府中・東線に乗車し「大滝」で下車、不破の滝までは2kmほど歩く。